# Colli Berici Tai Rosso
Il Colli Berici Tai Rosso, precedentemente noto come Colli Berici Tocai Rosso, è un vino DOC la cui produzione è consentita nella provincia di Vicenza.
Può essere denominato Colli Berici Barbarano se proveniente dalla zona classica di produzione situata nei dintorni del comune omonimo, mentre in tutto il resto dell'areale a DOC si produce e si commercializza con il nome Tai rosso.

## Caratteristiche organolettiche
- colore: rosso rubino chiaro, intenso nella versione riserva
- odore: vinoso, intenso, caratteristico
- sapore: gradevole, un po’ amarognolo, armonico, giustamente tannico

## Storia
Le analisi isoenzimatiche del 1990, successivamente confermate, nel 2005, da quelle sul DNA condotte dall’Istituto Sperimentale per la Viticoltura di Conegliano, hanno accertato la parentela tra il vitigno Tai Rosso (o Tocai Rosso) con il Cannonau sardo, il Gamay del Trasimeno, il Grenache francese e la Garnacha spagnola.
La maggiore vicinanza genetica con la Grenache, emersa a seguito di analisi del DNA, induce ad avvalorare di più l’ipotesi della sua provenienza dalla Francia. Tesi che trova riscontro nei sinonimi utilizzati per questo vitigno, di “Uva Francese” e di “Uva del Vescovo”, fatto risalire all’arrivo delle viti da Avignone, allora sede papale, nel vicentino per opera dei Canonici di Barbarano nel XIV secolo.

## Produzione
Provincia, stagione, volume in ettolitri
- Vicenza  (1990/91)  8866,54
- Vicenza  (1991/92)  8252,62
- Vicenza  (1992/93)  10326,16
- Vicenza  (1993/94)  7701,9
- Vicenza  (1994/95)  8977,78
- Vicenza  (1995/96)  8323,83
- Vicenza  (1996/97)  8356,06